# Gemaal (plaats)
Gemaal  is een Nederlandse buurtschap behorende tot de gemeente De Ronde Venen, in de provincie Utrecht en tot het dorp Waverveen. Het ligt tussen Nessersluis en Waver en de huizen zijn rondom een gemaal gebouwd. Tot 1989 behoorde de buurtschap tot gemeente Vinkeveen en Waverveen. De buurtschap Gemaal heeft witte plaatsnaamborden en ligt dus buiten de bebouwde kom.

## Naamgeving
De buurtschap is genoemd naar het alhier gelegen Gemaal Winkel. Dit gemaal uit 1960 is genoemd naar J. Winkel Jzn (1883-1969) en dus niet naar het nabijgelegen 2 km NO van het gemaal lopende riviertje Winkel. Het gemaal bemaalt de polder Groot-Mijdrecht en is gelegen aan de Hoofdtocht, lozing vindt plaats op de Waver. Naast het gemaal bevindt zich een regionaal steunpunt van het hoogheemraadschap, dat inmiddels wordt gebruikt door de muskusratten bestrijding, bestaande uit een kantoor en een werkplaats. Langs de Waver bevinden zich drie dienstwoningen, waarvan er twee gelijktijdig met het gemaal zijn gebouwd.

## Bewoning
De buurtschap Gemaal omvat circa 15 huizen met ongeveer 40 inwoners.
Dorpen: Abcoude · Amstelhoek · Baambrugge · De Hoef · Mijdrecht · Vinkeveen · Waverveen · Wilnis

Buurtschappen: Aan de Zuwe · Achterbos · Baambrugse Zuwe · Botshol · Demmerik · Donkereind · Geer · Gemaal · Groenlandsekade · Kromme Mijdrecht · Mennonietenbuurt · Nessersluis · Stokkelaarsbrug · Vinkenkade

Utrecht · Plaatsen in de provincie      Nederland · Provincies · Gemeenten